# قارية (حجة)
قاريه هي إحدى قرى الجمهورية اليمنية. تتبع جغرافيا لمحافظة حجة وإداريًا لمديرية كحلان الشرف. يبلغ تعداد سكانها 4774 نسمة حسب الإحصاء الذي أجري عام 2004.